# Ludvík Armbruster
Ludvík Armbruster (ur. 16 maja 1928 w Pradze, zm. 18 grudnia 2021) – czeski ksiądz katolicki, jezuita, uczony i pedagog, profesor filozofii na Uniwersytecie Karola w Pradze. Posiada obywatelstwo austriackie.

## Życiorys
W latach 1934–1939 uczęszczał do szkoły podstawowej w praskiej dzielnicy Nusle, a następnie w latach 1939–1947 do gimnazjum w Pradze-Wyszehradzie. Po maturze wstąpił do czeskiej prowincji Towarzystwa Jezusowego. Po dwuletnim nowicjacie w Welehradzie rozpoczął studia filozoficzne w jezuickim Instytucie Filozoficzno-Teologicznym w Děčínie. W kwietniu 1950 r. został razem ze wszystkimi zakonnikami aresztowany, a po 2 miesiącach internowania wydalony z Czechosłowacji jako "osoba niepożądana". Studia kontynuował w Rzymie na Papieskim Uniwersytecie Gregoriańskim, gdzie w 1952 r. uzyskał licencjat z filozofii. Potem studiował przez 2 lata w Tokio język japoński, po czym obronił doktorat z filozofii. Następnie zaś studiował na wydziale teologicznym we Frankfurcie nad Menem, gdzie w 1959 przyjął święcenia kapłańskie, a w 1960 r. uzyskał licencjat z teologii. Od 1961 mieszkał i pracował w Japonii, gdzie był od 1969 profesorem filozofii na uniwersytecie Sophia w Tokio, prefektem seminarium duchownego w Tokio, a następnie dyrektorem centralnej biblioteki uniwersytetu Sophia. Po 1989 r. zaangażował się w odbudowę czeskiej prowincji zakonnej Jezuitów oraz wyższego szkolnictwa w dziedzinie teologii w Czechach. W 2003 r. został dziekanem Wydziału Teologii Katolickiej Uniwersytetu Karola.
W 2008 roku został odznaczony Medalem Za zasługi I stopnia.